# OpenDMTP
开放设备监视和跟踪协议，或说OpenDMTP，是一种协议和框架，允许服务器和设备（客户端）间通过互联网和类似网络进行双向数据传输。 OpenDMTP特别针对地理位置服务如全球定位系统、温度和其他数据的远距离监视设备。OpenDMTP不大，特别适于微设备，如个人数码助理、移动电话、定制OEM设备。